# 大亞歷山德里夫卡

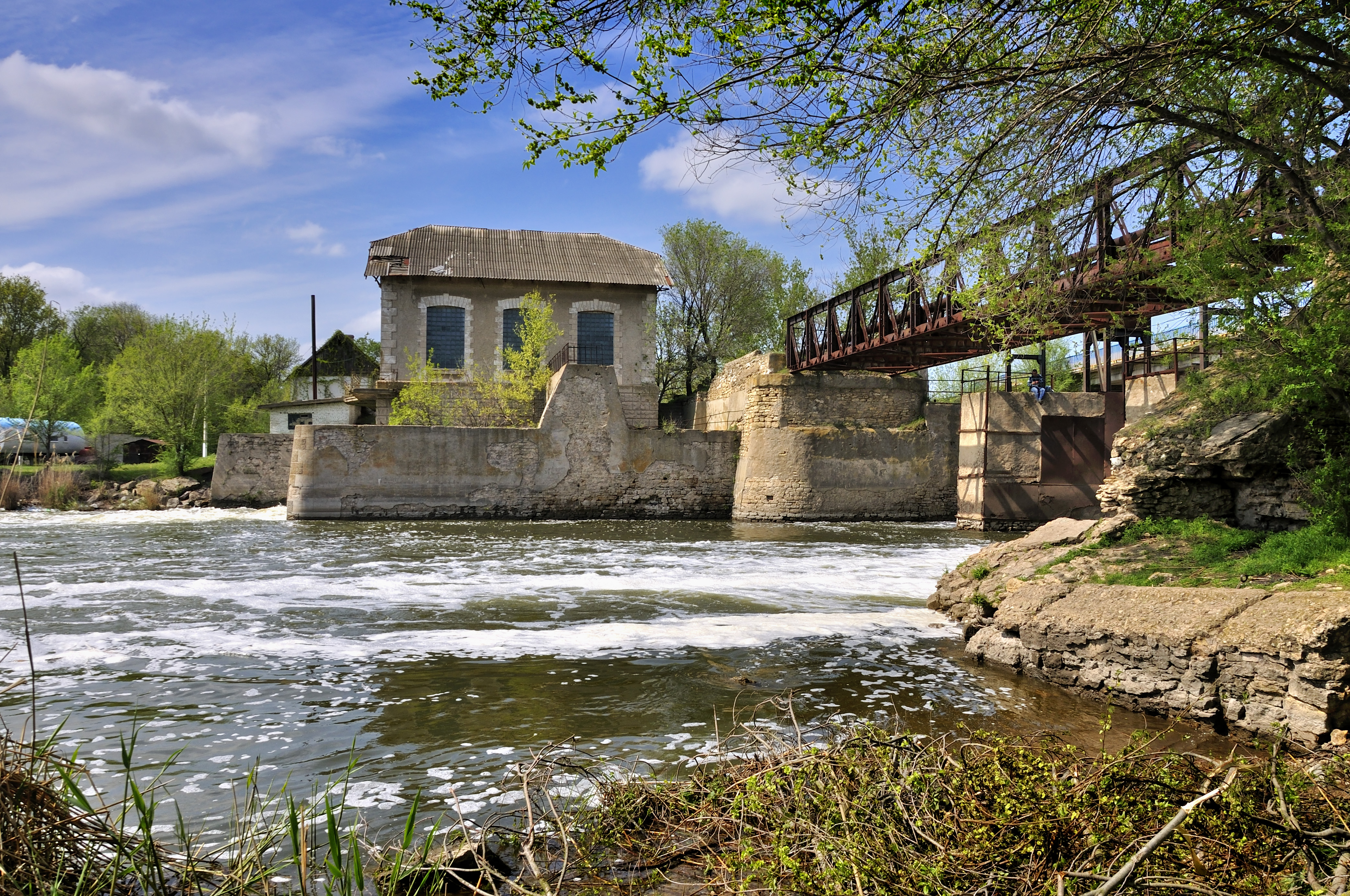
乌克兰南部第一座水电站

大亞歷山德里夫卡（羅馬化：Velyka Oleksandrivka）是烏克蘭南部赫爾松州别里斯拉夫区大亚历山德里夫卡市镇内的市級鎮及其行政中心。始建於1784年，面積7.73平方公里，2024年人口6,000，人口密度每平方公里901.16人。